# Folha de S. Paulo

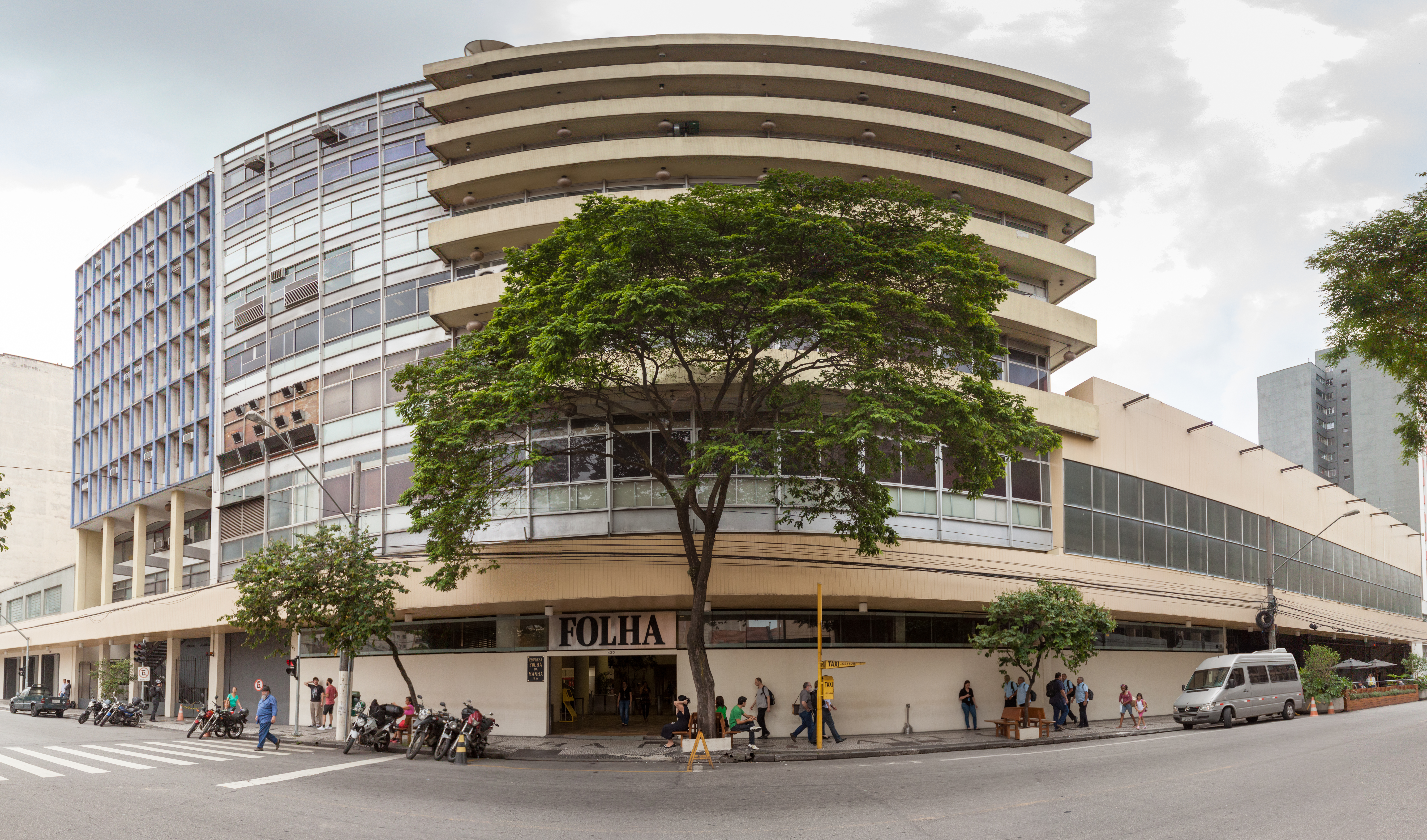
Sitz der Grupo Folha

Folha de S. Paulo (Deutsch etwa Blatt São Paulos) ist eine brasilianische Tageszeitung und erscheint in São Paulo. Mit einer Gesamtauflage von  332.415 Exemplaren (davon 100.024 gedruckt, der Rest digital) (Stand: März 2019) hat sie die größte Reichweite aller Tageszeitungen Brasiliens. Die Folha gehört zur Grupo Folha, einem der landesweit wichtigsten Medienkonzerne, und hat eine konservative bis inzwischen links-liberale Grundausrichtung. Neben der Folha als Hauptblatt hält die Gruppe 50-% an Valor Economico in Partnerschaft mit der Grupo Globo. Die beiden Unternehmen dominieren den brasilianischen Printmedien-Markt in den Segmenten des populären Journalismus als auch des Wirtschaftsjournalismus.

## Geschichte
Der Beginn der konservativen Zeitung fällt mit der Erstausgabe des Abendblatts Folha de Noite zusammen, einer Zeitung der städtischen Mittelschicht, die in der Zeit der Kaffeebarone entstanden ist. Sie erschien erstmals am 19. Februar 1921. Im Juli 1925 kam die morgendliche Ausgabe Folha da Manhã dazu, 24 Jahre später die Nachmittagsausgabe Folha da Tarde. Am 1. Januar 1960 wurden die drei Ausgaben des Unternehmens zur Zeitung Folha de S. Paulo zusammengefasst.
Zu den Publikationen, die die Folha de S. Paulo veröffentlicht, gehören auch die Zeitschriften sãopaulo und Serafina und der guiaFolha sowie der Zeitung Agora mit der Revista da Hora.
Die Gruppe beschäftigt 9.000 Menschen und erwirtschaftet rund 7.000 indirekte Arbeitsplätze mehr. Sie besitzt auch Datafolha, eine der angesehensten Forschungseinrichtungen im Land, den Buchverlag Publifolha, eine virtuelle Buchhandlung Livraria da Folha, die Nachrichtenagentur Folhapress, eine der größten und modernsten Einrichtungen für Grafik in Lateinamerika (CTG-F), Transfolha für den Vertrieb der Folhaprodukte der Gruppe, eine Druckerei für Broschüren von Unternehmen, verschiedene Verlage und Werbeagenturen, FolhaGráfica und die SPDL, ein Verteilungs- und Logistikunternehmen, das in Zusammenarbeit mit der Zeitung O Estado de S. Paulo geführt wird. Zum 1. September  2024 stellte die Folha 103 Jahre nach ihrer Gründung auf das handlichere Berliner Format um.